# Форесто-Спарсо
Форесто-Спарсо (італ. Foresto Sparso) — муніципалітет в Італії, у регіоні Ломбардія, провінція Бергамо.
Форесто-Спарсо розташоване на відстані близько 480 км на північний захід від Рима, 65 км на північний схід від Мілана, 18 км на схід від Бергамо.
Населення — 3062 особи (2023).

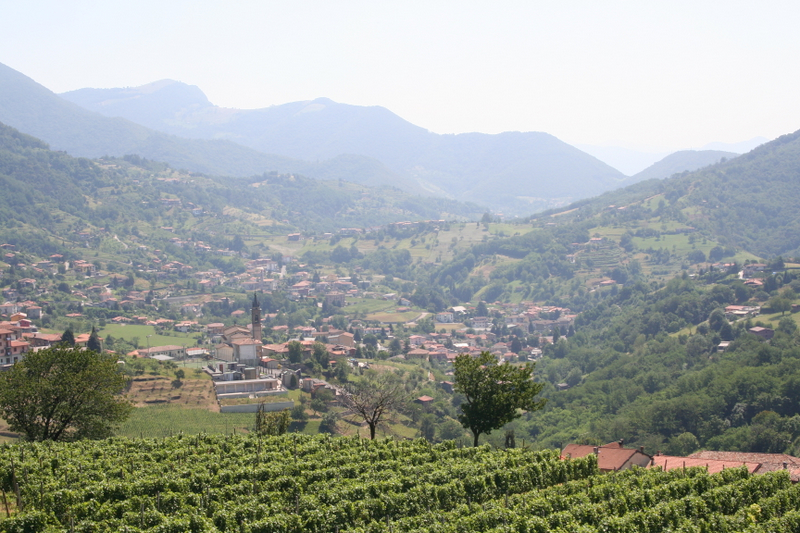

Щорічний фестиваль відбувається 25 квітня. Покровитель — Святий євангеліст Марко.

## Демографія
Населення за роками:

Станом на 1 січня 2023 року в муніципалітеті офіційно проживало 245 іноземців з 20 країн, серед них 39 громадян країн Євросоюзу та 12 громадян України.

## Сусідні муніципалітети
- Адрара-Сан-Мартіно
- Берцо-Сан-Фермо
- Ентратіко
- Віллонго
- Цандоббіо